# Gaidropsarus parini
Gaidropsarus parini is een straalvinnige vissensoort uit de familie van kwabalen (Lotidae). De wetenschappelijke naam van de soort is voor het eerst geldig gepubliceerd in 1986 door Svetovidov.